# الدوري المالطي الممتاز 2012–13
الدوري المالطي الممتاز 2012–13 (بالإنجليزية: 2012–13 Maltese Premier League)‏ هو الموسم 98 من الدوري المالطي الممتاز. أقيم خلال الفترة 18 أغسطس 2012 وحتى 5 مايو 2013، وأشرف على تنظيمه اتحاد مالطا لكرة القدم، وكان عدد الأندية المشاركة فيه 12، وفاز فيه نادي بيركيركارا.